# Zajatecký tábor Milovice

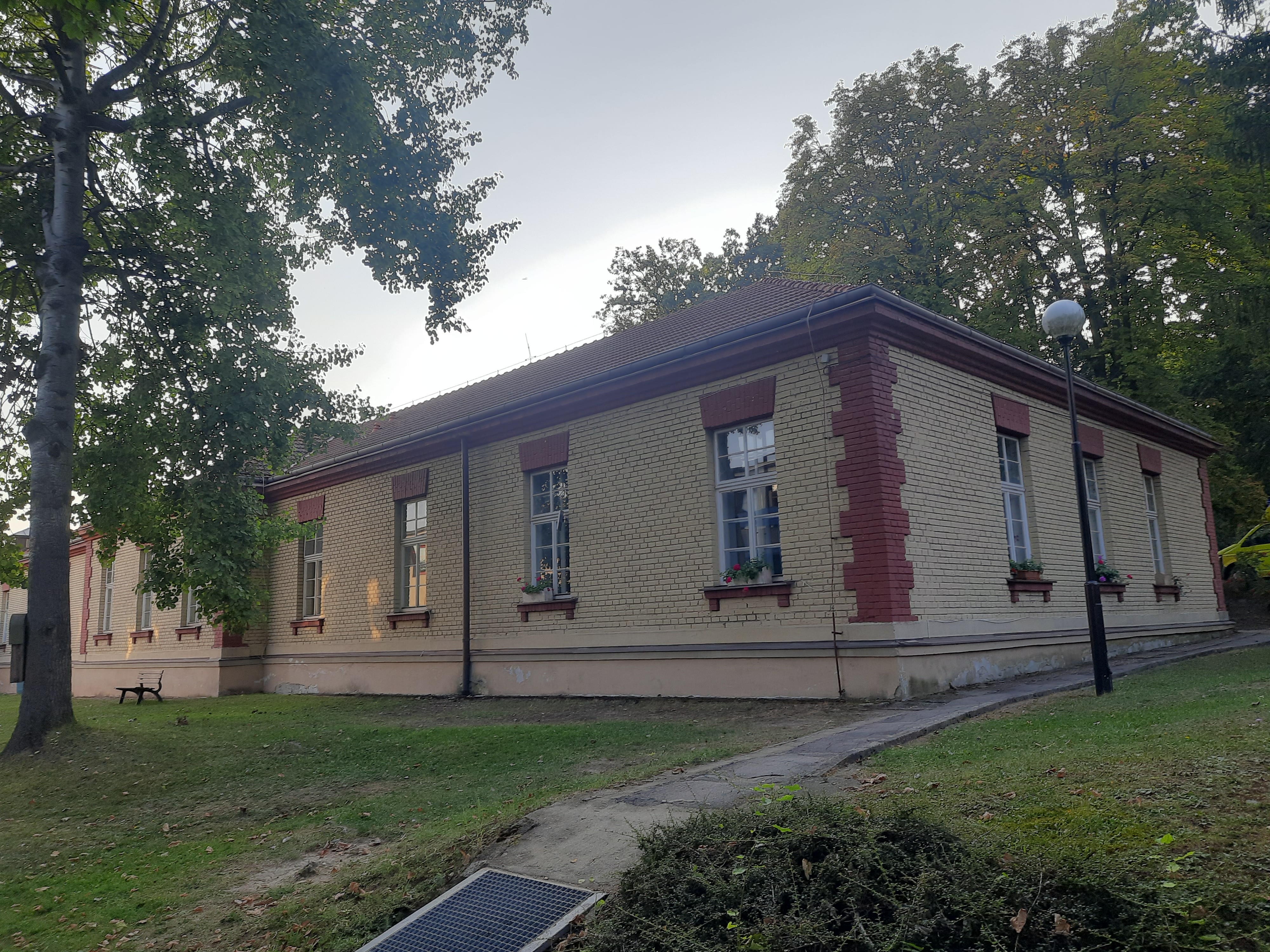
Budova v areálu někdejšího zajateckého tábora (2024)

Zajatecký tábor Milovice byl jeden z táborů, které vznikly pro umístění válečných zajatců v období první světové války na území Rakousko-uherské monarchie. Nacházel se na pahorku mezi Benáteckou Vruticí a Milovicemi.

## Historie
Byl zřízen v říjnu 1914 pro italské, ruské, srbské a turecké válečné zajatce a skládal se ze tří částí: z kamenného tábora, který byl postaven již dříve a kde byli ubytováni zejména důstojníci, a dále ze dvou táborů, které tvořily dřevěné baráky pobité černou lepenkou. Délka jednotlivých dřevěných budov, kterých bylo v táboře celkem 149, byla až 45 metrů a jejich šířka 10 metrů. Celkem bylo v komplexu tábora průměrně 30 tisíc zajatců. Nicméně jejich počet se neustále měnil v závislosti na vývoji událostí během první světové války. V nejvypjatějších etapách válečného konfliktu tábor pojal až 48 tisíc válečných zajatců.

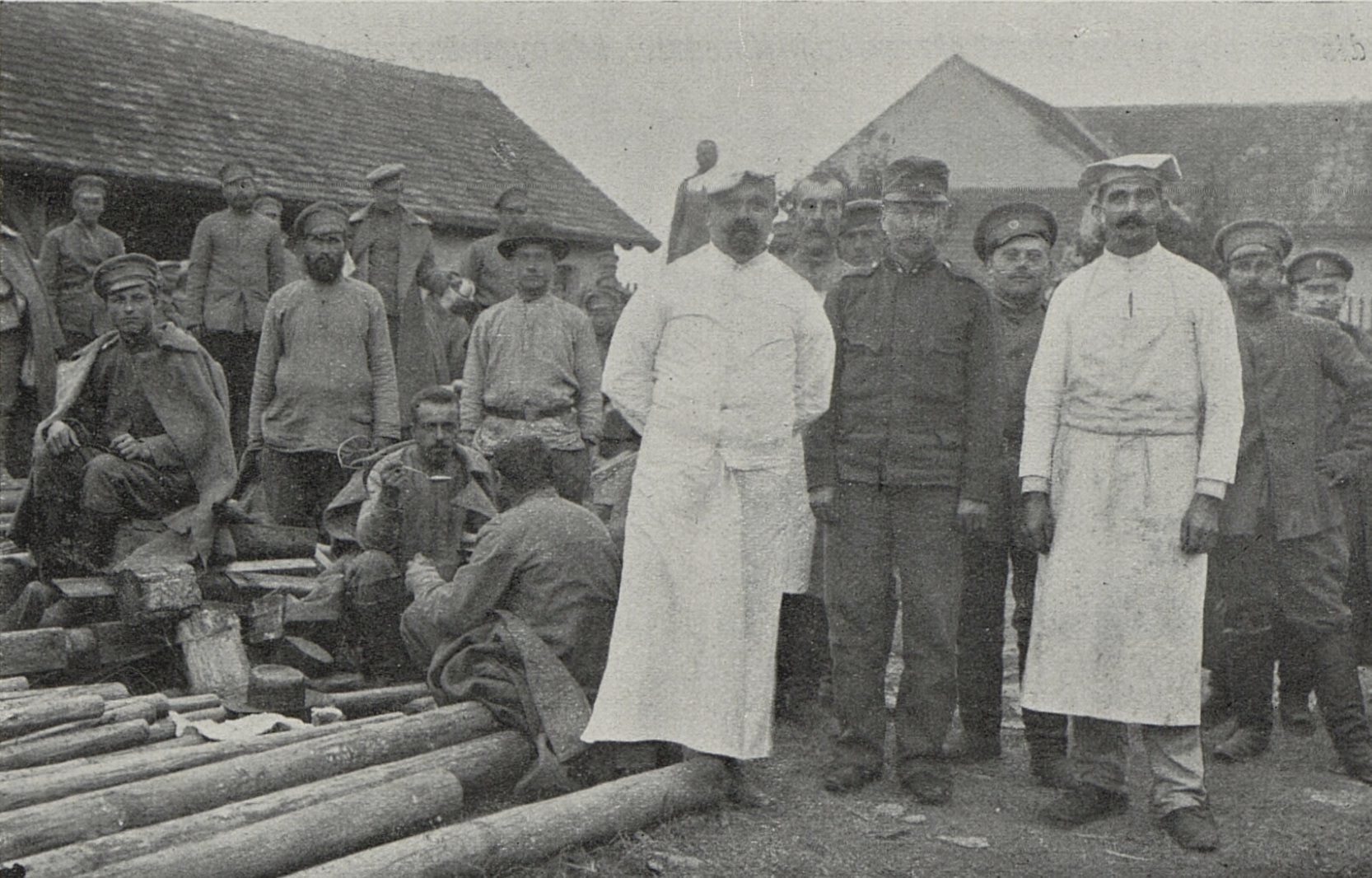
Personál ruské táborové kuchyně

V táboře se nacházela také kuchyně, pekárna, prádelna, strážnice, odvšivovací stanice, modlitebny, skladiště, márnice, studny a hřbitov. Každá část tábora byla obehnána plotem z ostnatých drátů a kolem celého objektu byly vykopány zákopy. V intervalu 100 metrů byly rozmístěny strážné věže, nad plotem nechybělo elektrické vedení a stály zde lampy, které v noci osvětlovaly celý tábor i okolí. Objekt hlídali maďarští vojáci, kteří nedovolili místním obyvatelům, aby strádajícím válečným zajatcům přinášeli potravu.

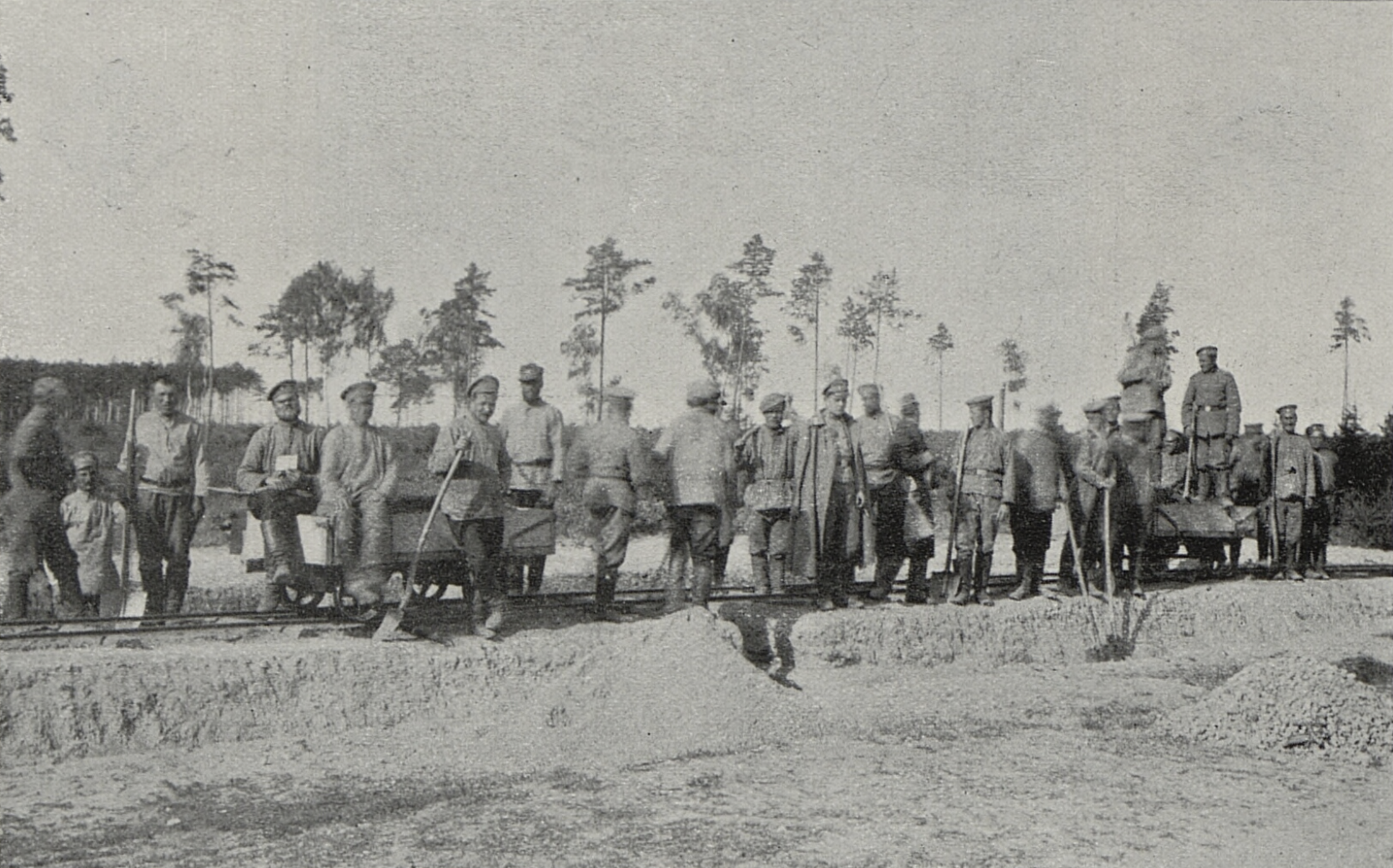
Ruští zajatci z milovického tábora zaměstnaní při stavbě železnice (časopis Světozor, květen 1915)

Zajatci pracovali na okolních statcích, v lese, na polích, stavěli silnice, upravovali cesty v samotném táboře, kde vysazovali také stromky. Přestože bylo zajatcům povoleno dostávat zásilky jídla a peněz z domova, trpěli hladem, nemocemi a nouzí. Tuto situaci snášeli velice špatně především italští zajatci, kteří navíc nebyli zvyklí na zdejší drsnější podnebí.

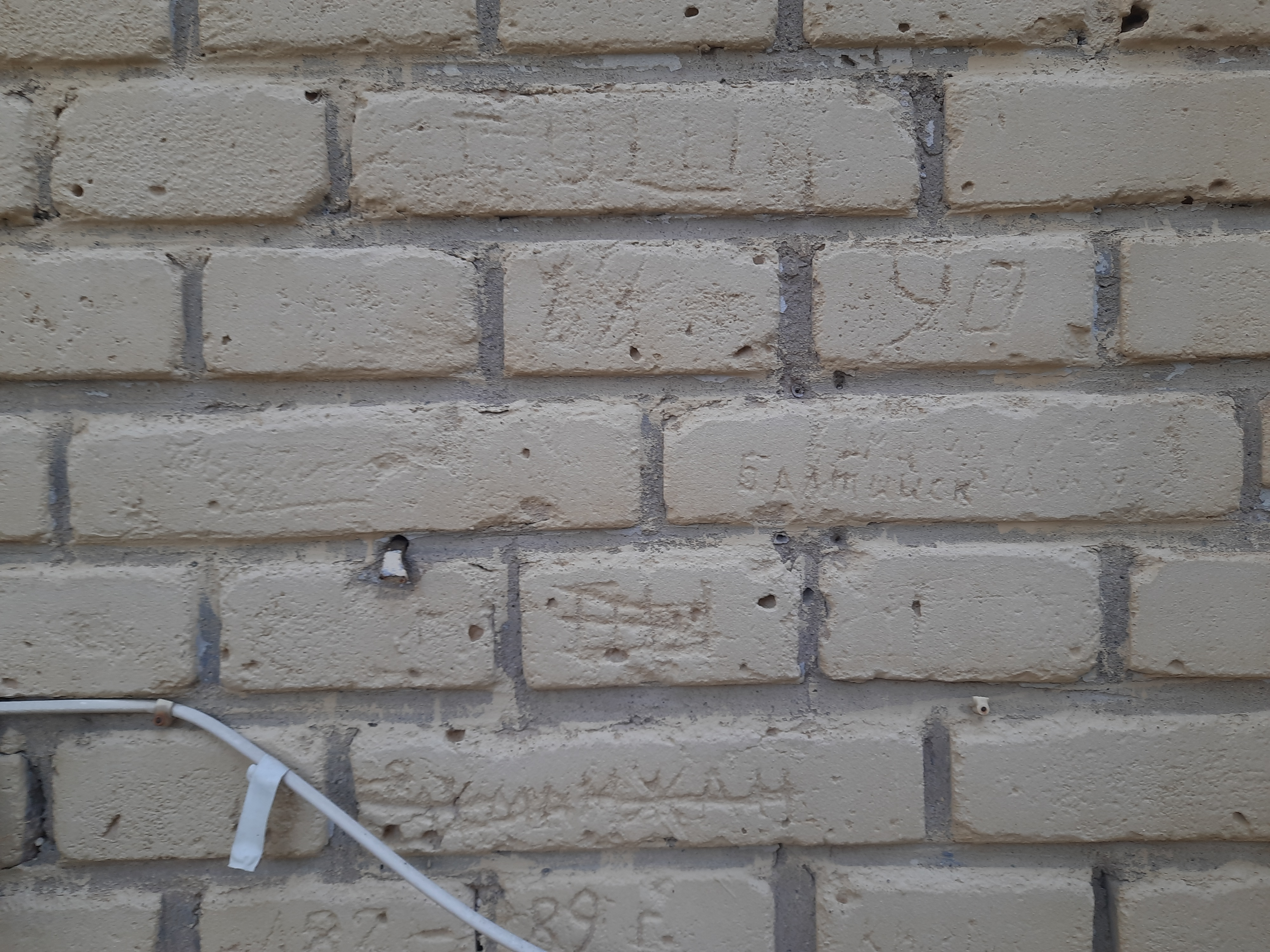
Nápisy v azbuce vyryté ruskými zajatci na zdi objektů tábora po skončení první světové války

Váleční zajatci zde umírali ve strastiplných podmínkách. Celkem je na vojenském hřbitově, který byl zřízen vedle kamenného tábora, pochováno více než 5 tisíc Italů, z dalších národností je zde 323 rakousko-uherských občanů, z toho 224 Čechů, 49 Maďarů, 40 Poláků, 6 Rumunů, 4 Rakušani a 2 české ošetřovatelky. Zajatci byli zpočátku pohřbíváni samostatně do hrobů, později byli pro velký počet pohřbíváni do hromadných šachet. Jednalo se až o 70 zemřelých denně.
Zajímavostí je, že mezi ruskými zajatci byl i vnuk spisovatele Lva Nikolajeviče Tolstého. Ten spolu s několika dalšími ruskými zajatci namaloval pro milovický kostel svaté Kateřiny Alexandrijské pravoslavné obrazy, které jsou zde dosud. Je to pro katolický kostel zcela neobvyklá výzdoba.